# 오쿠누키 간지
오쿠누키 간지(일본어: 奥抜 侃志, 1999년 8월 11일 ~ )는 일본의 축구 선수이다.

## 구단 경력
그는 2018년 J2리그의 오미야 아르디자에 입단했다. 2022년까지 91경기에 출전하여, 14득점을 넣었다. 2022년 구르니크 자브제로 이적했다. 2023년부터 2024년까지 1. FC 뉘른베르크에서 뛰었다. 2025년 J1리그의 감바 오사카로 이적했다.

## 국가대표팀 경력
그는 2024년 1월 1일 태국과의 경기에서 일본 국가대표팀에 데뷔했다.

## 통계
| 일본 | 일본 | 일본 |
| 연도 | 출전 | 득점 |
| ---- | ---- | ---- |
| 2024 | 1    | 0    |
| 통산 | 1    | 0    |